# أورلاندو غوتيريز
أورلاندو غوتيريز (بالإسبانية: Orlando Gutiérrez)‏ (18 مارس 1976 بلاريدو في إسبانيا - ) هو لاعب كرة قدم إسباني في مركز الدفاع. لعب مع ريال بلد الوليد ب وريال بلد الوليد وكولتورال ديبورتيفا ليونيسا ونادي إيبار ونادي إيركوليس ونادي باراكالدو ونادي بونتيفيدرا ونادي كارتاخينا ونادي كاستييون ونادي لاردة وLorca Deportiva CF ‏ وبورتغاليتي ‏.

## وصلات خارجية
- أورلاندو غوتيريز على موقع قاعدة بيانات كرة القدم.إي يو (الإنجليزية)
- أورلاندو غوتيريز على موقع Soccerway.com (الإنجليزية)